# 팬

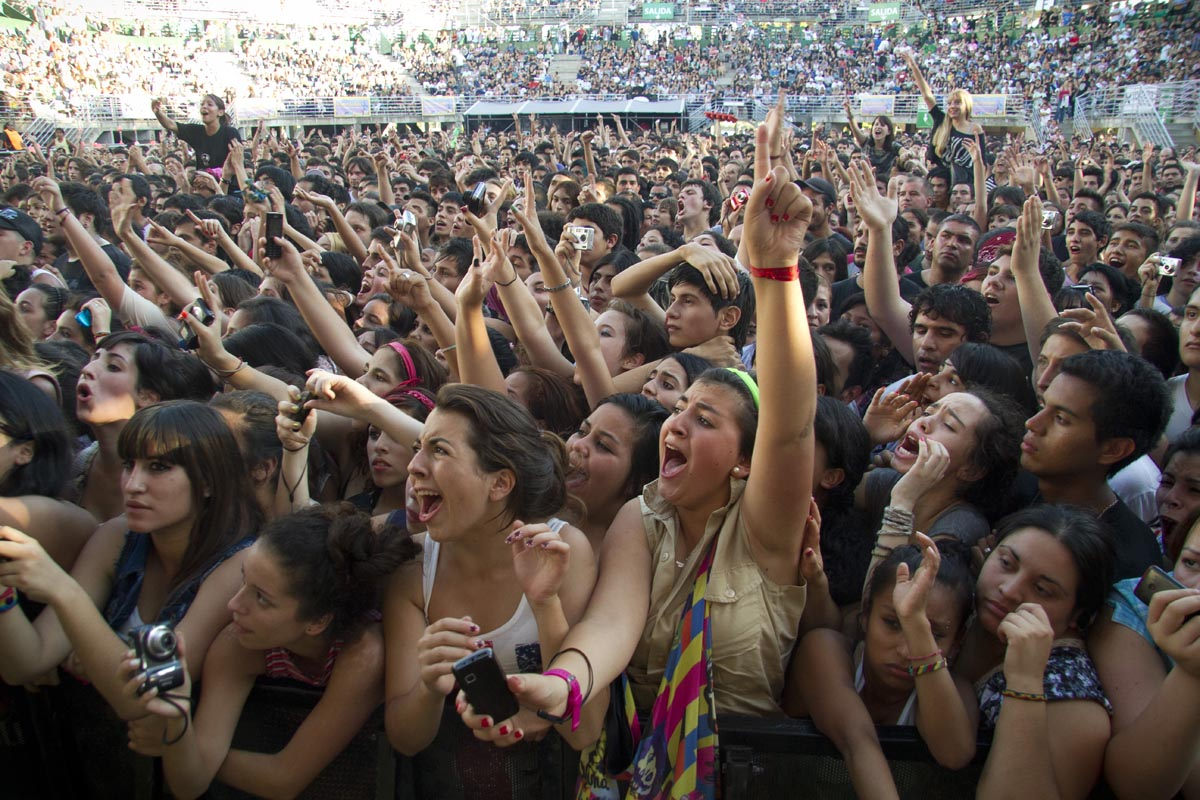
부에노스아이레스, 아르헨티나의 한 리사이틀에 모인 팬들

팬(Fan) 또는 서포터(Supporter), 애호가(愛好家), 마니아(Mania)는 유명인, 스포츠, 스포츠팀, 장르, 정치인, 책, 텔레비전 프로그램, 영화, 비디오 게임 또는 연예인과 같이 어떤 것이나 누군가에 대해 강한 흥미나 존경심을 보이는 사람을 말한다. 집단적으로 특정 대상이나 인물의 팬들은 팬층 또는 팬덤을 구성한다. 그들은 관심 대상 홍보, 관련 팬 클럽 가입, 동인 행사 개최 또는 참여, 팬 레터 작성 등 다양한 방식으로 열광을 표현할 수 있다. 또한 팬 잡지 제작, 팬 픽션 작성, 인터넷 밈 만들기, 팬 아트 그리기, 팬 게임 개발과 같은 창작 활동("팬 노동")에 참여하기도 한다. 지나치게 열성적인 팬들은 "스탠"(스토킹과 팬의 혼성어)이라고 불린다.

## 어원
메리엄-웹스터, 옥스포드 사전 등에서는 "팬"을 광신자의 영단어 fanatic의 줄임말로 정의한다. fanatic라는 단어 자체는 1550년경 영어에 도입되었으며, "과도한 열광과 종종 맹목적인 헌신으로 특징지어지는" 것을 의미한다. 이는 "미친 듯이 신의 영감을 받은"을 의미하는 현대 라틴어의 fanaticus에서 유래한다. 이 단어는 원래 사원 또는 신성한 장소(라틴어 fanum, 시적인 영어 fane)와 관련이 있었다. "극도로 열성적인"이라는 현대적 의미는 1647년경부터 사용되었고, fanatic을 명사로 사용한 것은 1650년부터이다. 그러나 어떤 것에 대한 강렬한 애정을 의미하는 "fancy"(1545년경부터 사용된 용법)는 어원이 다르지만, 우연히 "fanatic"보다는 덜 강렬하지만 다소 유사한 함의를 지닌다.
"the fancy"가 열성적인 스포츠 애호가를 의미하는 용법은 19세기 중반에 미국 영어에서 나타났다. 딕슨 야구 사전은 윌리엄 헨리 누젠트의 저작을 인용하여, 이 용어가 18세기 초부터 19세기까지 특정 취미나 스포츠, 특히 권투 추종자들을 지칭하는 용어인 'fancy'에서 유래했다고 주장한다. 이 이론에 따르면, 원래 fance로 줄여졌다가 동음이의어인 fans로 줄여졌다. 위대한 미국 야구 스크랩북은 이 용어를 1882년 세인트루이스 브라운 스타킹스의 구단주인 크리스 폰 데어 아헤에게서 유래했다고 본다. 폰 데어 아헤는 많은 후원자들이 자신의 맥주를 구매하기를 바라며 25센트에 티켓을 판매했다. 저렴한 티켓 가격은 그가 관중 통계에서 선두를 차지하는 데 도움이 되었다. 그는 자신의 좌석을 채운 광신자들을 "팬들"이라고 불렀다.
서포터는 "팬"보다 먼저 존재했던 동의어이며, 특히 스포츠팀 팬들을 지칭할 때 영국 영어에서 여전히 흔히 사용된다. 그러나 "팬"이라는 용어는 영국을 포함하여 영어권 전역에서 인기를 얻었다. 서포터라는 용어는 미국에서 정치인, 정당 및 논쟁적인 문제의 팬을 지칭하는 정치적인 의미로도 사용된다.

## 특성

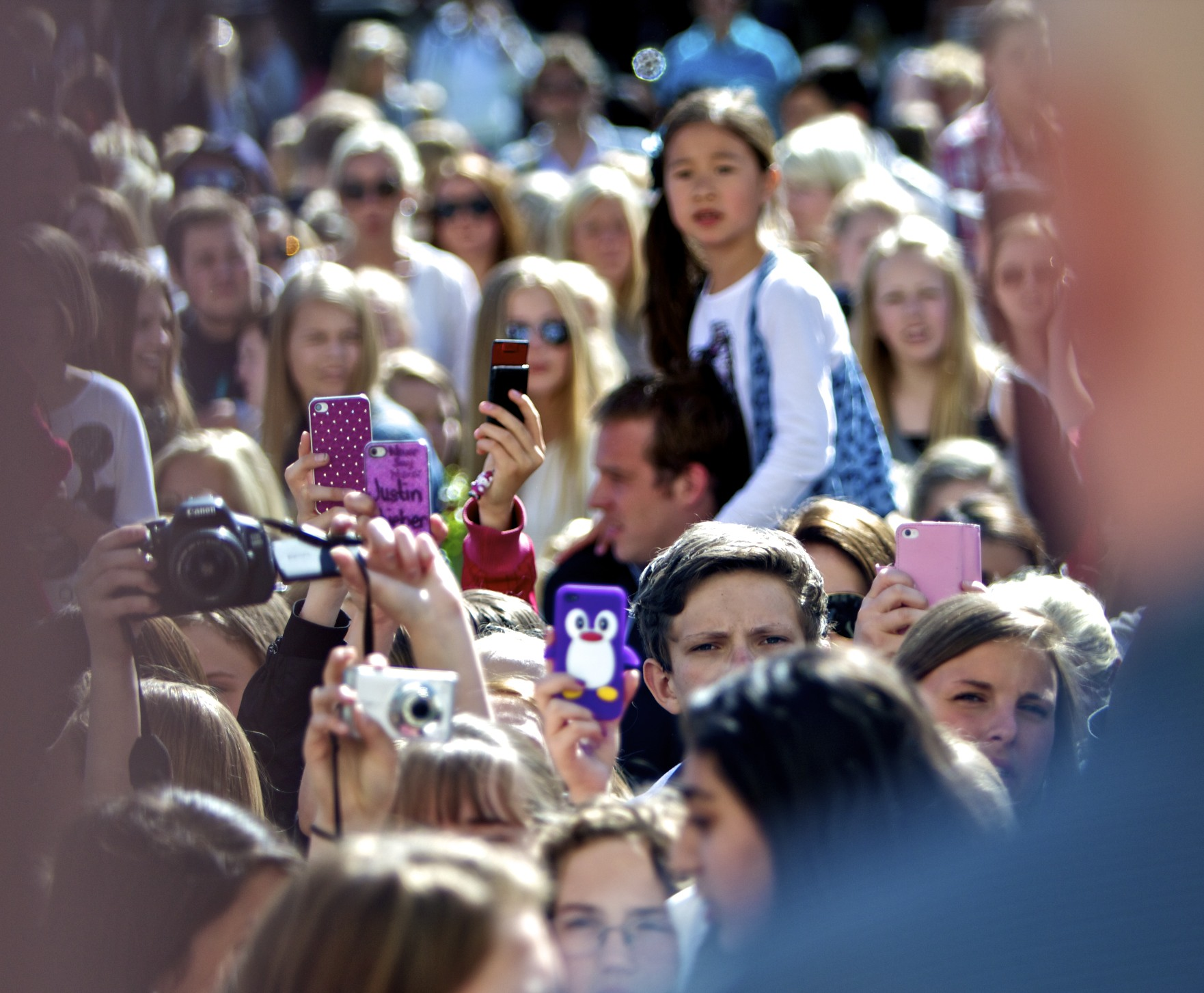
"빌리버스", 저스틴 비버의 팬들이 2012년 5월 30일 노르웨이 오슬로의 비버가 머물고 있는 호텔 주변에 모여있다.

팬들은 일반적으로 충분히 강한 관심을 가지고 있어서 중심 대상에 대한 헌신을 수용하기 위해 생활양식에 일부 변화가 생긴다. 팬들은 외부 참여에 대한 욕구가 있다. 그들은 특정 행동(동인 행사 참석, 온라인 게시, 집 외부에 팀 배너 전시 등)을 통해 관심 분야에 대한 참여를 보여주고자 동기 부여를 받는다. 팬들은 종종 유명한 강타자가 친 야구공이나 자신이 좋아하는 음악 영웅의 사용된 기타 피크와 같이 관심 분야와 관련된 물질적 대상을 "획득하려는 욕구"를 가지고 있다. 또한 일부 팬들은 다른 팬들과 사회적 상호작용을 하고자 하는 욕구를 가지고 있다. 이는 캐주얼한 대화, 이메일, 채팅방, 전자 메일링 리스트부터 팬 클럽 회의 및 조직된 컨벤션과 같은 정기적인 대면 모임에 이르기까지 다양한 형태로 나타날 수 있다.
팬들의 참여 또는 취미에 대한 관심 수준(즉, 광신주의 수준)에 따라 구분할 수 있는 여러 팬 그룹이 있다. 관심 대상이 팬덤 수준으로 격상될 가능성은 그 복잡성에 의해 결정되는 것으로 보인다. 복잡성은 관심 대상을 '파악'하는 데 필요한 시간 때문에 팬들의 더 오랜 기간 동안의 더 많은 참여를 가능하게 한다. 또한 관심 대상에 투자된 정신적 노력 때문에 더 큰 소속감을 형성하는 데 기여한다.

## 유형

### 유명인

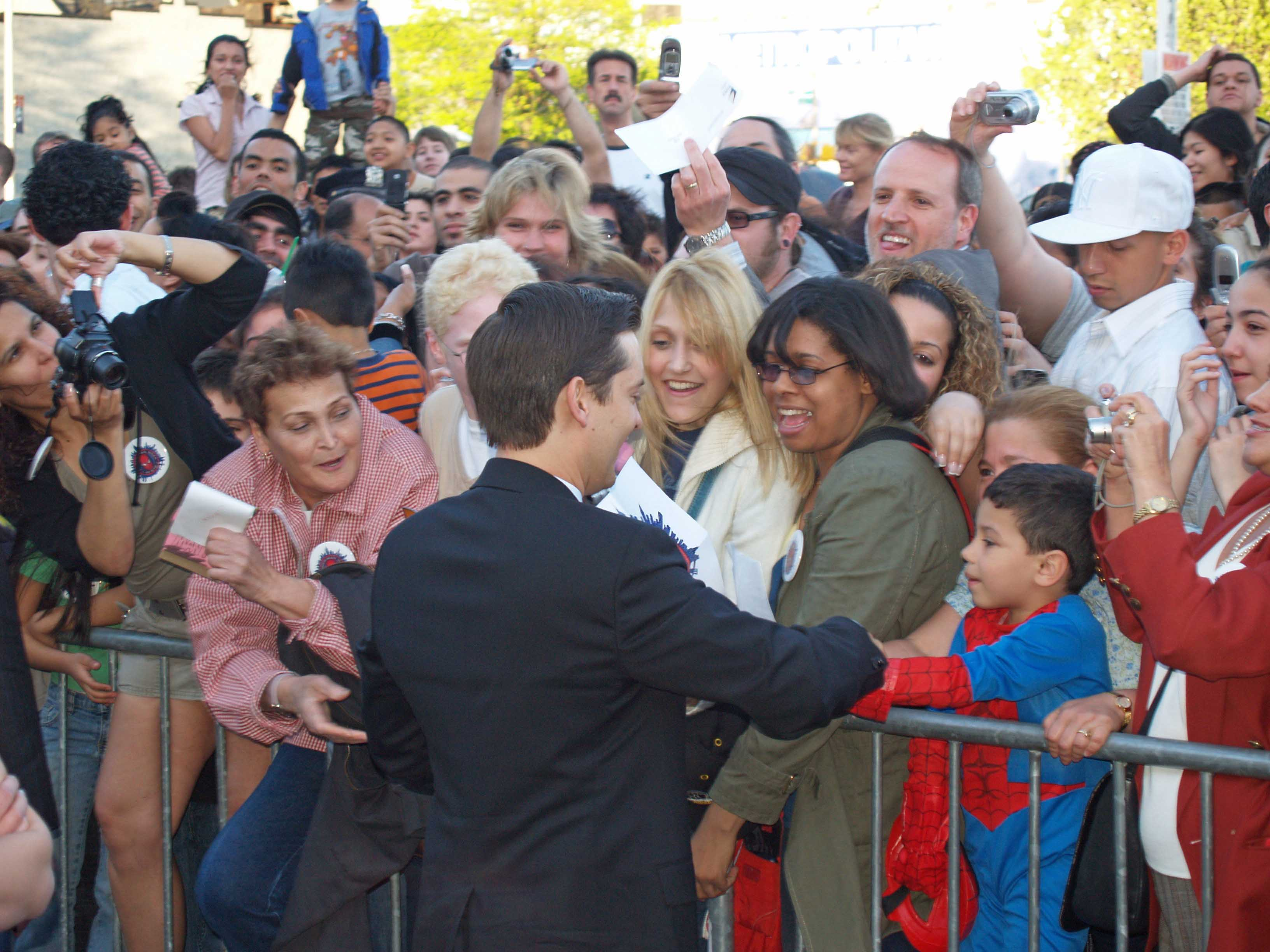
토비 매과이어가 스파이더맨 3 시사회에서 팬들에게 인사하고 있다.

이러한 팬들은 종종 주요 무비 스타, 팝 스타, 선수 또는 유명인에게 푹 빠진다 (아이돌 참고). 그루피는 특정 밴드나 음악인의 팬으로, 콘서트 투어를 따라다닌다. 유명인에 대한 헌신 정도는 단순한 반함에서부터 스타와 존재하지 않는 특별한 관계가 있다는 망상적인 믿음까지 다양하다. 극단적인 경우, 이는 연예인 숭배 증후군 또는 스토킹 행동으로 이어질 수 있다. 이는 이전에 사랑했던 유명인에 대한 증오로 쉽게 바뀌어 폭력적인 공격 시도로 이어질 수 있다. 주목할 만한 사건 중 하나는 1989년 스토킹 팬인 로버트 존 바르도에 의한 레베카 쉐퍼의 사망이다.
후자는 관객이 미디어 인물 및 유명인과 일방적인 관계를 발전시키는 준사회적 상호작용의 개념과 다소 관련이 있다.
모든 팬이 아이돌에게 반하는 것은 아니다. 아이돌과 친구가 되기를 원하거나 아이돌의 관계를 존중하는 팬들도 있다. 실제로 연예인 커플을 아이돌로 삼는 팬들도 있다.

### 게임
게임 팬, 즉 "게이머"는 스포츠가 아닌 게임, 주로 롤플레잉 게임, 보드 게임, 미니어처 전쟁 게임, 트레이딩 카드 게임 또는 비디오 게임 플레이에 집중하는 팬이다.

### 음악

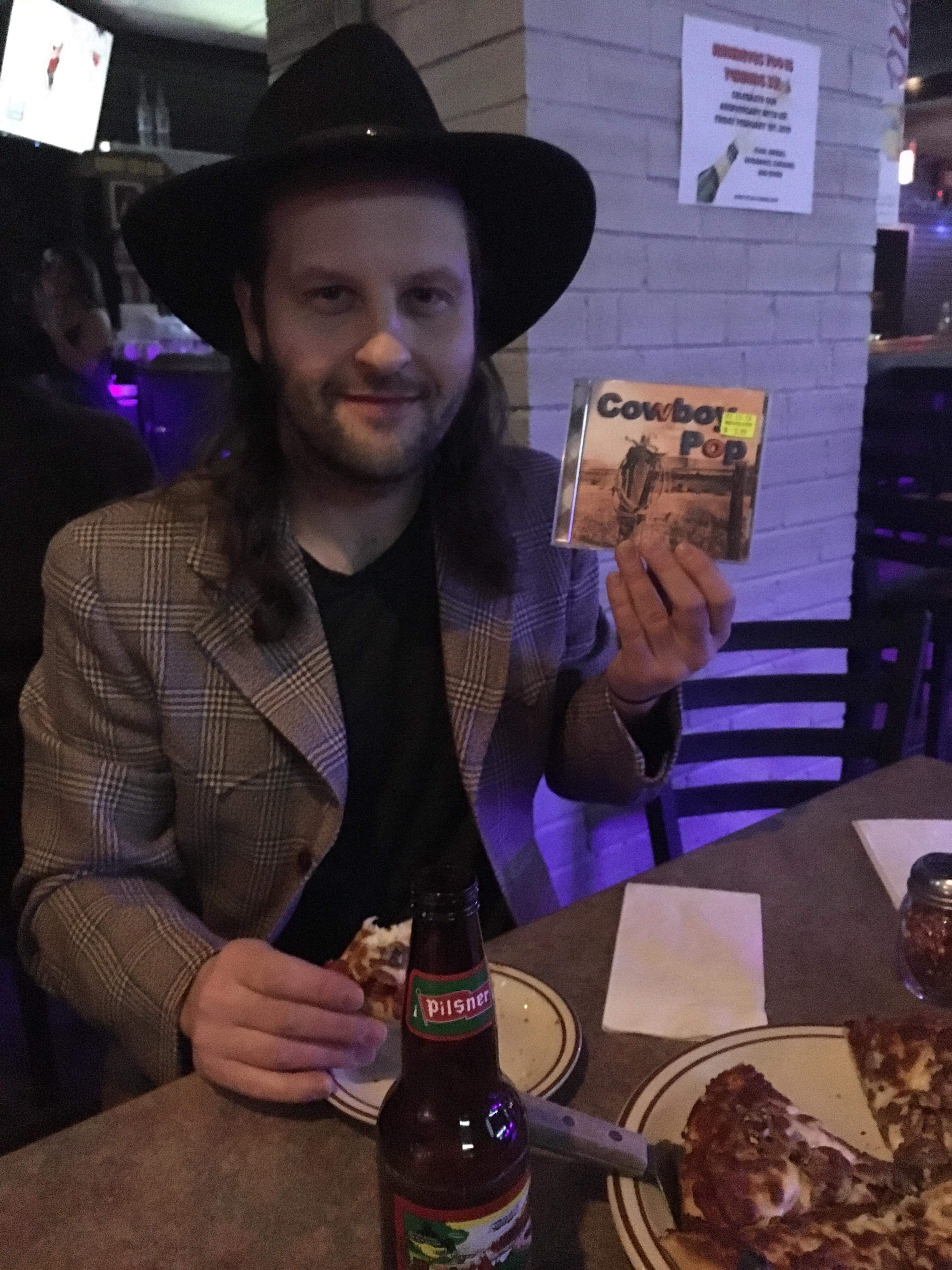
음악제에서 희귀 CD를 자랑하는 카우보이 팝 팬.

음악 팬은 특정 음악인의 팬과는 다소 다를 수 있는데, 음악 장르에 집중할 수 있기 때문이다. 롤링 스톤과 같은 음악 관련 많은 무역 저널은 음악 팬들에 의해 만들어졌다. 주목할 만한 음악 팬으로는 수많은 록 스타들의 페니스 석고 모형을 만든 것으로 유명한 그루피 신시아 플라스터 캐스터가 있다. 또 다른 한 명은 책 나는 밴드와 함께했다의 저자인 파멜라 데스 바레즈이다. 1960년대, 비틀즈를 둘러싼 음악 팬들의 극심한 열기는 비틀마니아로 알려졌다. 2019년, 빌보드는 타일러 더 크리에이터와 같은 인기 음악가들이 팬들의 힘을 활용하여 굿즈 번들을 통해 디지털 다운로드를 유도했다고 언급했다. 마찬가지로, GQ는 뱀파이어 위켄드가 헌신적인 팬들을 위한 광범위한 밴드 상품 판매에 대한 헌신을 인정했다.

#### 뮤지컬
인기 있는 뮤지컬에는 그들만의 팬층이 존재한다. 렌트는 브로드웨이 데뷔 이래 상당한 수의 '렌트헤드'를 자랑해왔다. 마찬가지로 오페라의 유령에 헌신하는 팬들은 '팬텀'으로 불려왔다. 2018년, 플레이빌은 오페라의 유령을 그 해의 "최고의 뮤지컬 팬덤 10" 목록에 포함시켰다.

### 오타쿠
오타쿠는 강박적인 관심사를 가진 사람들을 지칭하는 일본어 용어이다. 일본에서는 일반적으로 경멸적인 용어이지만, 영어에서는 주로 일본의 만화와 애니메이션 팬덤에 속한 사람들을 지칭하며 그러한 부정적인 함의가 부족하다.

### 정치
특정 정치인이나 정치 단체를 지지하거나 연관시키는 사람들은 일반적으로 "팬"보다는 "지지자"로 불리지만, 공식 또는 비공식 "팬 클럽"을 가진 정치인도 있다. 정치인에 대한 강렬하고 조직적인 지지는 특히 권위주의 또는 전체주의 정권에서 개인숭배로 불릴 수 있다.

### 프로레슬링
프로레슬링 팬들은 두 그룹으로 나눌 수 있다: 마크와 스마크. 사기꾼의 먹잇감을 지칭하는 동일한 용어에서 유래한 마크는 프로레슬링과 관련된 모든 것이 진짜라고 믿는 팬이다. 반대로 "스마크"는 자신이 각본된 쇼("케이페이브")를 보고 있음을 인식하지만, 그럼에도 불구하고 무대 뒤편의 측면까지도 감상하는 팬이다.

### SF (장르)

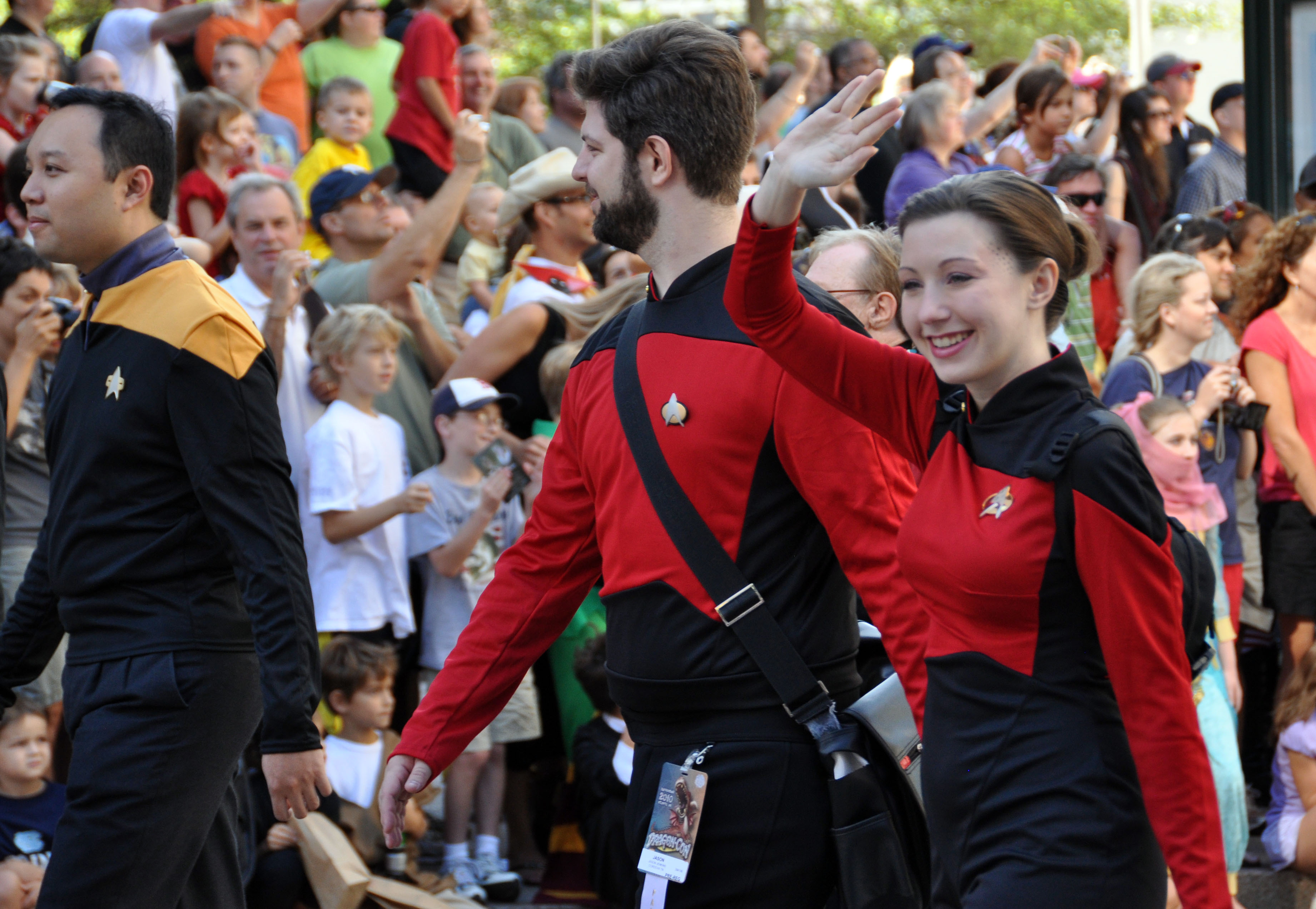
2010년 애틀랜타 드래곤콘에서 코스프레하는 스타 트렉 팬들

1920년대 이래로 조직적인 SF 팬덤이라는 점점 더 정교한 하위 문화가 발전했는데, 처음에는 SF 잡지의 독자란에 기고하는 사람들 사이에서 시작되었다. 이 비중앙집권적 운동은 팬 잡지(및 아마추어 기사 연맹), SF 컨벤션, 휴고상(및 다양한 모방/파생 상), 필크 음악, 대서양 팬 펀드와 같은 "팬 펀드", 그리고 다양한 다른 제도, 전문 용어 및 관습을 탄생시켰다. 이 운동은 레이 브래드버리, 로저 이버트, 레니 케이, 마이클 무어콕, 트리나 로빈스와 같은 작가와 예술가들을 양성했으며, 코믹북 팬덤, 미디어 팬덤, 창조 아나크로니즘 협회, 게임 팬덤, 퍼리 팬덤과 같은 파생물들을 만들어냈는데, 이들은 때때로 총칭하여 "변두리 팬덤"이라고 불린다.
SF 팬덤은 소설 1984의 "신어"를 본떠서 팬스피크라는 자체 속어를 개발했다. 팬스피크는 두문자어, 혼합어, 난해한 내부 농담, 파로노마지아, SF 소설이나 영화에서 만들어진 신조어, 그리고 SF 커뮤니티에 관련되거나 흥미로운 특정 방식으로 사용되는 고풍스럽거나 표준 영어 단어로 구성되어 있다. 팬 잡지와 같은 일부 팬스피크 용어는 표준 영어가 되었다. 일부 팬스피크 용어는 팬 자체와 관련이 있다:
- 액티팬은 팬 잡지 제작이나 컨벤션 운영과 같은 "팬 활동"에 참여하는 팬이다. 반대되는 개념은 패시팬으로, 팬덤의 주제를 즐기지만 팬덤 활동에 직접 참여하지는 않는다.
- 빅 네임 팬 (BNF)은 월드콘 의장을 맡거나 장르 자체에 기여하는 등 다양한 종류의 기여로 팬덤 내에서 잘 알려진 팬이다.
- 팬은 초기 팬덤에서 "팬"의 여성형으로 사용되었다.
- 펜은 "men"이 "man"의 복수형인 것과 유사하게 "팬"의 복수형으로 팬덤 내에서 사용되었다. 이는 액티펜, 패시펜, 트루펜 등 다른 팬스피크 용어로 확장되었다.
- 트루팬은 매우 활동적이고 헌신적인 팬이다.

SF 팬덤의 특정 하위 그룹은 종종 집합적인 용어로 알려져 있다. 예를 들어:
- 트레키는 스타 트렉 SF (장르) 프랜차이즈에 집중하는 팬이다. SF 팬덤에서 발생한 그들은 어느 정도 다른 조직화된 SF 텔레비전 및 SF 영화 장르의 팬덤에 대한 템플릿 역할을 했다. 일부 "트레키"는 "트레커"로 불리기를 선호하는데, 이는 과거에 "트레키"라는 용어가 그들을 경멸하는 이름으로 사용되었고, "트레키"로 알려지는 것과 관련된 전통적인 낙인을 피하고 싶어하기 때문이다. 스타 트렉 세계관의 많은 "올드 스쿨" 팬들은 새로운 세대의 스타 트렉 팬들이 사용하는 더 친절하고 부드러운 "트레커"라는 이름 대신, 자신들과 다른 스타 트렉 팬들을 "트레키"라고 단호하고 자랑스럽게 부른다.[독자연구?]
- 후비언은 BBC 시리즈 닥터 후의 팬이다.

### 스포츠

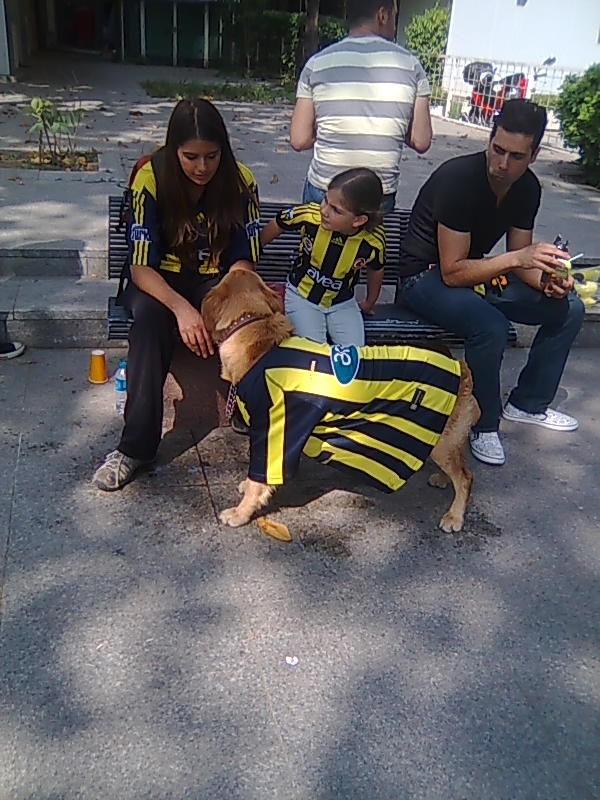
페네르바흐체 SK 서포터 가족.

스포츠 팬은 특정 선수, 스포츠팀, 스포츠 또는 조직적인 스포츠 전체에 대한 열광적인 사람일 수 있다. 스포츠 팬들은 종종 경기장, 스포츠 바에서 스포츠 경기를 관람하거나 집에서 텔레비전으로 시청하며, 신문, 웹사이트, 소셜 미디어를 통해 뉴스를 접한다.
스포츠 팬의 정신은 종종 팬이 좋아하는 선수나 팀을 통해 간접적으로 경기나 이벤트를 경험하는 경우가 많다. 이러한 행동은 장소에 따라 여러 가지 방식으로 나타난다. 경기장이나 경기장에서는 스포츠 팬들이 특정 사건, 선수 또는 팀에 대한 즐거움을 응원으로 표현하는데, 이는 박수, 주먹 흔들기 또는 경기장과 궁극적으로 유리한 대상에 대한 긍정적인 외침으로 구성된다. 마찬가지로, 특정 사건, 선수 또는 팀에 대한 불만은 팬들의 야유, 욕설 외침, 때로는 경기장으로 물건 투척으로 이어질 수 있다. 이러한 폭력적인 팬 반응은 종종 훌리건이라고 불린다.

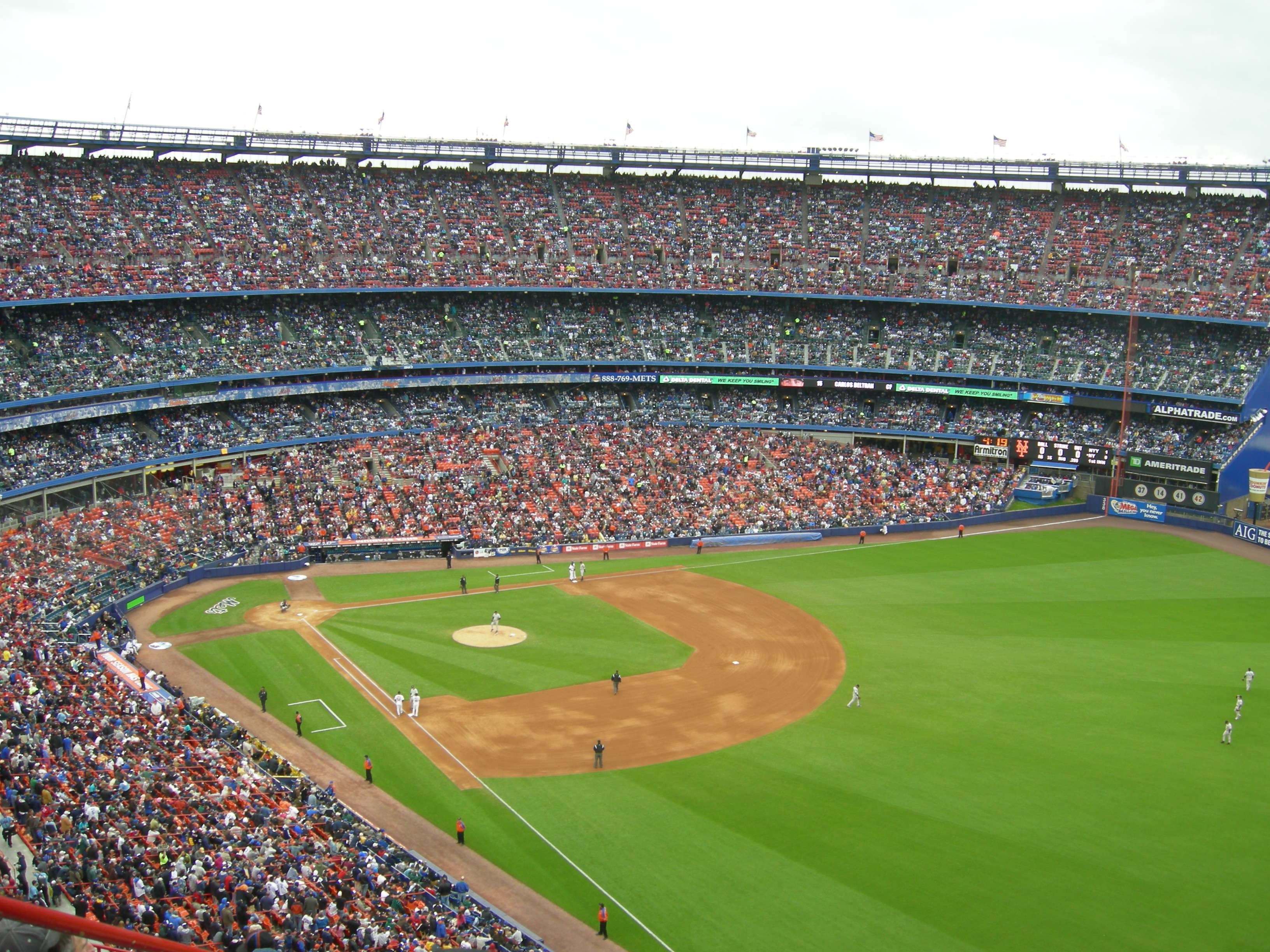
2008년 뉴욕 메츠 경기 시작 전 팬들로 가득 찬 셰이 스타디움. 이 경기장은 그 해 내셔널 리그에서 평균 53,000명 이상의 팬을 유치하며 최고의 관중 수를 기록했다.

더 가볍고 무해한 물건들도 유리한 스포츠 위업을 축하하는 형태로 가끔 경기장에 던져진다. 이는 홈 팀 선수가 하키에서 해트트릭을 기록할 때 가장 흔하다. 스포츠 팬들이 스포츠 경기에서 보이는 더 온건한 불만 표현은 단순한 실망의 신음과 침묵이다. 이러한 행동은 종종 선호하는 홈 팀이 훨씬 덜 선호하는 원정 팀에게 압도당하거나 패배했음을 나타낸다.
북미에서는 극도로 열성적인 팬들을 종종 "슈퍼팬"이라고 부르는데, 이들은 자신들의 헌신을 보여주는 터무니없고 과시적인 의상이나 복장을 입는 팬들이다. 끈질긴 사랑과 불굴의 지지로 잘 알려진 팬덤은 광견병에 걸린 팬 또는 광신자라고 불린다. 이 팬들은 종종 킥오프 몇 시간 전에 "테일게이팅"이라고 알려진 곳에 모인다.

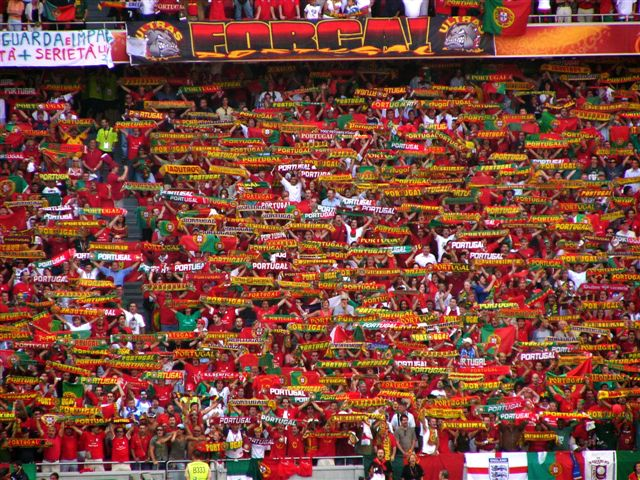
UEFA 유로 2004에 참가한 포르투갈 축구 국가대표팀 팬들

스포츠 바에서는 스포츠 팬들이 함께 모여 음식과 주류를 소비하면서 텔레비전으로 특정 스포츠 경기를 단체로 시청한다. 스포츠 바는 팬들 간의 유대감을 높이고 싸움을 방지하기 위해 특정 선수나 팀의 팬들을 유치하려고 광고한다. 이는 스포츠 바에서 모든 환호와 야유가 선호하는 팀이나 선수의 행운과 불운에 대한 거의 모든 팬들의 유사한 감정과 반응으로 인해 동기화된 것처럼 보이는 단결감을 형성할 수 있다. 스포츠 바 후원자들이 선호하는 팀이나 선수에 대한 헌신과 감정의 강도, 그리고 부분적으로는 제공되는 술로 인해 스포츠 바 외부에서는 무질서하거나 광신적으로 보일 수 있는 행동이 스포츠 바 내부에서는 일반적으로 더 흔하다. 스포츠 팬들이 스포츠 바에서 보이는 환호와 야유의 강도는 특히 중요한 경기에서는 실제 스포츠 경기장의 팬들보다 같거나 더 강할 수 있다.
집에서 스포츠 팬들은 동료 팬이 적지만 더 많은 자유를 누릴 수 있다. 이때 가장 강렬한 환호나 야유가 터져 나올 수 있다. 팬 자신의 집에서는 통제되지 않고 길게 이어지는 비명, 울음, 가구 파손 행위, 기타 기쁨이나 고통의 표현이 스포츠 바나 경기장보다 가장 용인되는 것으로 여겨진다. 왜냐하면 그러한 행동이 극단에 달하면 같은 감정을 공유하더라도 강도가 덜한 다른 많은 팬들에게 방해가 될 수 있기 때문이다. 집에서 스포츠 팬의 반응에 가장 큰 영향을 미치는 변수는 팀이 이기거나 잘하기를 바라는 팬의 열망 강도와 다른 사람의 존재이다. 다른 사람, 즉 아내, 자녀, 친구는 스포츠 팬이 아닐 수도 있고 훨씬 덜 열성적인 스포츠 팬일 수도 있다. 이러한 존재는 팬이 소란을 피우거나 주변 사람들을 놀라게 하거나 자신을 소외시킬까 봐 두려워 극도로 긍정적이거나 부정적인 순간에 대한 팬의 반응을 상당히 완화시킬 수 있다. 종종 스포츠 팬들은 비교적 비슷한 응원 강도를 가진 다른 팬들을 집으로 초대하여 함께 스포츠 행사를 경험함으로써 모든 사람이 마음껏 즐거움이나 불쾌감을 표현하고 그 과정에서 공유된 유대감을 높일 수 있다. 이러한 종류의 유대감은 스포츠 관련 소셜 네트워크를 통해 형성되는 것이 일반화되고 있다.

## 팬 심리 및 동기

### 스포츠

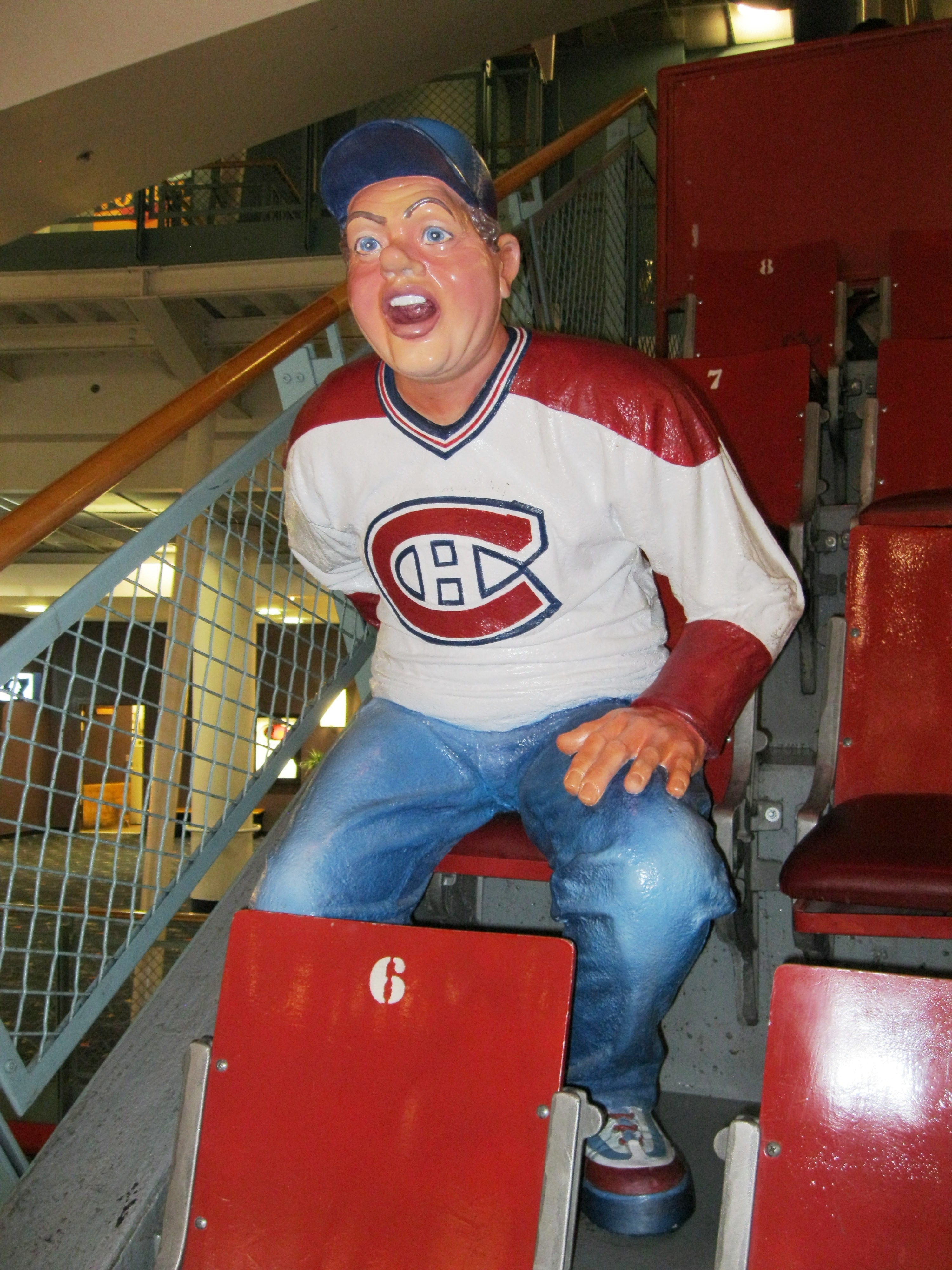
하키 팬의 모습

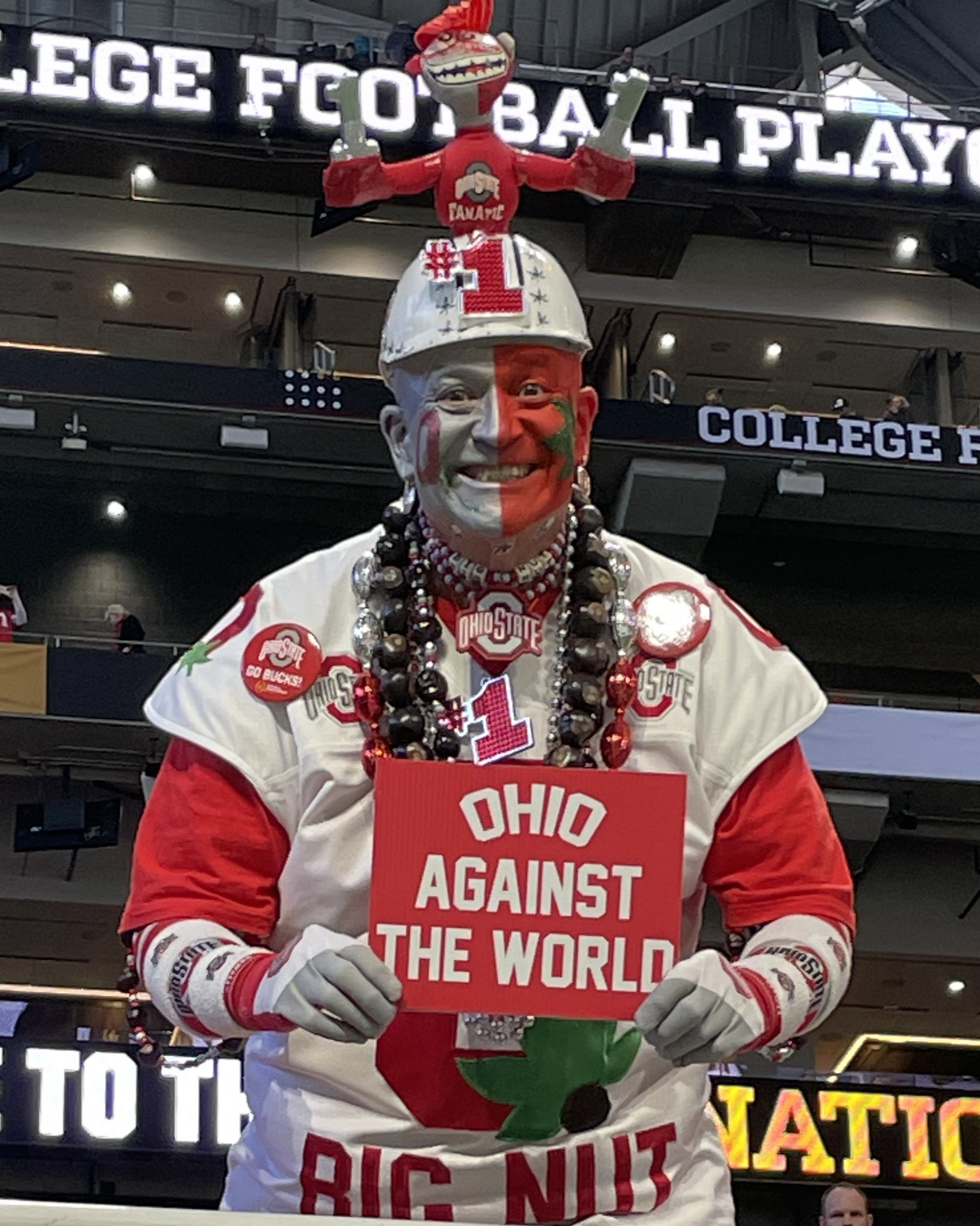
"빅 너트"는 오하이오 주립 버카이즈 스포츠팀의 유명한 팬이다.

사람들을 팬, 특히 스포츠 팬으로 만드는 요인은 머레이 주립 대학교의 댄 완()과 영스타운 주립 대학교의 애덤 언하트()와 같은 심리학자 및 커뮤니케이션 학자들에 의해 연구되었다.
그들은 사람들이 팬이 되는 이유를 다음과 같은 요인에 기인한다: 한 가지 요소는 오락성이다. 스포츠 관람은 일종의 여가 활동이기 때문이다. 스포츠는 또한 일종의 현실 도피이며, 팬이 되는 것은 소리 지를 구실을 제공하는데, 이는 삶의 다른 영역에서는 제한될 수 있는 활동이다. 팬 활동은 참가자들에게 유포리아와 스트레스(자신들의 팀이 질 가능성에 대한)의 조합을 제공하며, 이를 "유스트레스"라고 명명한다. 팬들은 경기가 자신의 팀에 유리하게 진행될 때 유포리아를 경험하고, 경기가 자신의 팀에 불리하게 진행될 때 스트레스를 경험한다. 이 두 감정 사이의 긴장은 특이한 즐거움 또는 고조된 감각을 생성한다.
미학은 일부 팬들에게 또 다른 매력이며, 그들은 경기 또는 사전에 계획된 "플레이" 중 선수들의 조화로운 움직임의 정확성이나 기술을 높이 평가한다. 가족 유대는 일부 팬 활동의 이유가 된다. 일부 가족들은 정기적으로 텔레비전으로 스포츠를 시청하고 가족 나들이로 스포츠 경기에 가서 경기를 관람하며 서로 그리고 가족으로서 심리적 유대감을 형성한다. 생물학적 관계가 없는 다른 사람들은 아스널 팬 마리아 페트리가 말했듯이 팀과 팬층을 자신의 가족으로 볼 수 있다. 스포츠 행사에 가는 것은 팬이 팀과 자신을 동일시하여 팀의 성공이 개인적인 성공이라고 생각할 때(예: "우리가 이겼다"라는 문구에서 볼 수 있듯이) 빌려온 자존감을 만들 수 있다. 팬이 좋아하는 팀과 강하게 동일시하면, 팀의 성과에 개인적인 성공처럼, 팀의 실패에 개인적인 실패처럼 반응할 것이다.

### 충성도
팬 충성도는 팬이 자신의 광신 대상에 대해 느끼고 표현하는 충성심이다. 충성심은 강하거나 약할 수 있다. 스포츠 팬의 충성도는 심리학자들에 의해 연구되었으며 종종 재검토되었다.
팬덤의 팬걸과 팬보이는 때때로 다양한 의미로 자신의 팬덤을 "가족"으로 여기며, 보통 매우 충실하게 느낀다.
캠브리지 대학교 심리학자들의 연구에 따르면, 사람들이 공인에 대한 존경심을 공개적으로 더 많이 표현할수록, 해당 공인의 "도덕적 위반" 이후에도 팬들의 공인에 대한 믿음이 영향을 받지 않고 유지될 가능성이 더 높다고 한다.

### "스탠" 팬
스탠은 유명인, TV 쇼, 그룹, 음악 예술가, 영화 또는 영화 시리즈에 대한 지나치게 열성적인 팬이자 지지자를 의미한다. 스탠의 애정 대상은 종종 "편향"(또는 "가장 좋아하는", 구식 용어이지만)이라고 불린다. 이 용어는 미국 래퍼 에미넴의 2000년 노래 "Stan"에서 유래했으며, 이 노래는 강박적이고 망상적인 팬의 이야기를 다룬다. 이 용어는 노래 속 강박적인 인물의 심각성에 필적하는 광신주의를 보이는 예술가 추종자들을 묘사하는 데 자주 사용되었다. 이 단어는 때때로 "스토커"와 "팬"의 혼성어라고 설명되지만, 이는 확인된 바 없다. "스탠 워즈" 또는 "스탠피디아"로 알려진 웹사이트는 경쟁 팬덤 간의 토론 및 논쟁을 주최하기 위해 생겨났다. 스탠에 해당하는 한국어 용어는 사생팬이다. 스탠 문화는 유해하고 준사회적이라는 비판을 받아왔다.

#### 사용법
구어체로, 이 용어는 명사 (품사) 또는 동사 (품사)로 모두 사용될 수 있다. 특정 아티스트의 스탠은 종종 더 자세한 이름을 부여받는데, 예를 들어 아리아나 그란데의 팬은 "아리아네이터", 원 디렉션의 팬은 "다이렉셔너", 케이티 페리의 팬은 "케이티캣", 테일러 스위프트의 팬은 "스위프티" 등이다. 그러나 일부 아티스트는 스탠에 부여된 특정 호칭이 없으며, 카일리 미노그의 팬들은 카일리 스탠으로 불려왔다. 특정 호칭이 있는 팬덤이라도 "아티스트 스탠" 공식은 여전히 적용된다.
이러한 별명 중 일부는 아티스트 팬뿐만 아니라 외부인에게도 거의 보편적으로 알려지고 사용된다. 다른 별명은 외부인이나 해당 팬층 모두에게 흔히 사용되지 않는데, 예를 들어 카일리 미노그의 "카일리 스탠", 마돈나의 "마돈나 팬", 마룬 5의 "마룬 5 스탠" 또는 닉 조너스의 소위 "닉 조너스 팬" 등은 주로 트위터 및 텀블러 (마이크로블로그)와 같은 소셜 미디어 네트워크에 등장한다. "스탠"이라는 용어는 K-pop 팬들을 묘사하는 데도 사용된다. 이 용어는 아이돌을 스토킹하고 때로는 해를 가하기도 하는 지나치게 집착하는 팬인 사생팬과 혼동해서는 안 된다.
이 용어는 2017년 옥스포드 영어사전에 추가되었다.

#### 유명인의 반응
유명인들은 자신들의 "스탠" 추종자들에게 긍정적으로 반응했다. 특히, 영국 싱어송라이터 제시 제이는 자신의 스탠들에 대해 이렇게 말했다. "그들은 나를 지지하고 내 앨범과 싱글을 사며, 호텔 밖에서 기다리고, 쇼에 오고, 내 가사로 문신을 하고, 나처럼 머리를 자른다. 팬들을 사랑해야 한다. 그래서 나는 그들을 내 하트비트라고 부른다. 그들이 없었다면 나는 여기에 없었을 것이기 때문이다." 2012년, 제시 제이가 다리가 부러진 후, 한 스탠은 부상을 모방하기 위해 자신의 다리를 부러뜨렸다. 이 팬은 제시 제이의 개인 주소를 찾아내어 자해한 부상 사진을 보냈다. 제시 제이는 경악하여 경호를 강화하기로 결정했다.
싱어송라이터 로드는 자신의 팔로워에게 별명을 붙이는 문제에 대해 다른 의견을 가지고 있다. 그녀는 "모든 사람을 정말 어색하고 말장난 중심적인 이름으로 묶는 것은 거슬린다"고 말하며 팬덤 이름을 짓지 않겠다고 단언했다.

## 성별 고정관념

### 사회적 성 역할

#### 여성에 대한 차별
여성들은 "남성보다 여가 선택과 기회에 더 제한을 받는 경향이 있으며", 팬덤 내에서의 그들의 경험은 지적인 관심사와는 달리 일반적으로 더 성적이고, 감정적이거나, 신체적인 경험으로 비하된다. 예를 들어, 음악에서 여성은 팝 음악 팬덤에서 더 흔하고 받아들여지는데, 다이앤 레일턴은 이를 감정적이고 신체적인 반응을 불러일으키는 것으로 묘사하며, 정치, 문화, 심리적 논의에 초점을 맞춘 '진지한' 음악으로 정의되는 '남성적인' 록 음악과는 대조적이라고 말한다. 이로 인해 여성은 음악의 지적인 영역에서 공간이나 목소리를 얻기 어렵다. 프랭크 자파에 따르면, "남자들은 음악을 들으러 오고 여자들은 성적 스릴을 위해 온다"고 하며, 이는 여성의 팬 커뮤니티 참여가 순전히 성적인 것이며, 음악 자체에 대한 지적 또는 예술적 관심을 표현할 수 없다는 것을 암시한다. '진지한' 음악의 세계에 참여하는 데 성공한 사람들은 종종 '그루피'의 영역으로 격하된다. 셰릴 클라인에 따르면 그루피는 다음과 같다.
(대개 여성인) 록 스타를 '쫓아다니는' 사람이다. 우리 엄마가 말하듯이. 하지만 '그루피'는 '여자 록 팬', '여성 저널리스트', '여성 록 음악가'와도 거의 동의어로 사용된다. 실제로 록 음악가가 아닌 음악 분야에서 일하는 모든 사람을 의미하는 데 사용된다. 직업 의식에 대한 만능 모욕이자 창녀에 대한 모욕으로 사용된다. '영웅 숭배'에 대한 귀여운 용어로 사용되며, '팬'과 상호 교환적으로 사용된다.
다시 말해, '그루피'라는 용어(‘팬’ 또는 ‘팬걸’이라는 용어와 동의어로 사용됨)는 음악 커뮤니티에 참여하는 여성들을 비하하고, 그들의 참여를 밴드 멤버들과의 성적 관계나 남성 록 스타를 숭배하는 것으로 제한하는 데 자주 사용된다.
이러한 경향은 다른 팬 커뮤니티, 예를 들어 만화 팬덤에서도 관찰되는데, 여성들은 종종 "가짜 긱 걸"로 묘사된다. 이들은 단지 남자들에게 깊은 인상을 주거나 콘텐츠에 등장하는 매력적인 남성들을 보기 위해 만화에 관심이 있다는 것이다. 또는 스포츠 커뮤니티에서는 남성 관중들이 보이는 노골적인 성차별과 공격적인 남성성 때문에 여성들이 라이브 스포츠 행사에서 종종 불편함을 느끼고, 그 후 텔레비전으로 경기를 시청한다는 이유로 '비진정성'으로 낙인찍힌다. 하키에서 여성 팬들은 종종 "퍽 버니"라고 불리는데, 이는 다음과 같이 정의된다.
선수들 주변을 맴돌며, 항상 사인을 받거나 / 사진을 찍거나 / 간단한 맥주 한 잔 / 심지어 경기장 뒤편에서 선수나 코치 (아니면 물통 담당자까지도)와 잠깐 놀 수 있는 기회를 노리는 사람.
여성 팬에 대한 이러한 차별은 때때로 "진정성"을 통제하려는 노력에서 폭력적으로 변할 수 있다. 최근의 게이머게이트 사건은 그러한 공격의 좋은 예시로, 게임 산업에 종사하는 여러 여성들이 성희롱과 폭력적인 위협의 피해자가 되었으며, 일부는 물리적 충돌을 두려워하여 집을 떠나야 했다.
종종 여성으로 고정관념화되는 팬걸들의 소위 '히스테리'는 성적 억압의 산물로 묘사된다. 그러나 여성들이 특정 팬덤에 신체적 또는 성적인 이유로 참여하는 것이 예상되면서도, 이는 바람직하지 않고 호르몬 변화에 의해 유발된다고 여겨진다.
이러한 숭배 행위는 사회적으로 청소년기 또는 폐경기 여성에게만 한정되며, 두 경우 모두 "이성적이지 못한, 노골적으로 성적인 행동"의 원인을 "이 두 호르몬적 광기 기간"으로 돌린다. 예를 들어, 셰릴 클라인은 자신의 저서 "Bitch: The Women's Rock Newsletter with Bite"에서 여성들이 청소년기를 지나면 자신의 흥미를 숨겨야 한다고 논한다. 그녀의 말에 따르면, "그토록 사랑스럽게 모았던 모든 포스터, 사진, 잡지, 스크랩북, 무허가 전기들을 옷장 뒤쪽에 박아두는 것이 성숙의 징표이다."
팬걸 행동에 대한 이러한 상충되는 설명은 여성은 호르몬에 의한 광기에 영향을 받지 않는 한 그러한 성적 환상을 표현해서는 안 되며, 남성에게는 나이에 상관없이 성적으로 행동하는 것이 정상이라는 믿음 때문이다. 셰릴 클라인이 요약했듯이,
남성은 십대 소녀들의 반함에 대해 관대하기가 훨씬 쉽지만, 사랑하는 여성이 다른 사람에게 성적인 환상을 품는 것에 대해 공정하기는 어렵다. 그리고 욕실에 펜트하우스를 두는 남성이라도 '내 여자는 아무도 보지 못하는 여유 방 옷장 안에 프린스 벌거벗은 상반신 포스터를 걸지 않을 거야!'라고 소리칠 것이다. [...] 당신이 어차피 모두가 당신을 미쳤다고 생각하는 나이가 되기 전까지는, 왜 윌리 넬슨의 수염을 만지고 싶은 강렬한 갈망을 인정하지 않는가?

#### 남성에 대한 차별
잭슨 카츠에 따르면 다큐멘터리 《터프 가이 2》에서 남자아이들은 어릴 때부터 "진정한 남자"가 되려면 강인해야 하고 자신의 감정을 드러내서는 안 된다고 배운다.
[남성들은] 분노 외에는 어떤 감정도 보여서는 안 된다. 너무 많이 생각하거나 너무 지적으로 보여서도 안 된다. 누군가가 우리를 무시할 때 물러서서는 안 된다. 육체적 고통을 가하고 차례로 받아들일 만큼 강인하다는 것을 보여야 한다. 우리는 여성에게 성적으로 공격적이어야 한다. 그리고 우리는 이 틀에서 벗어나면 부드럽고, 약하고, 여성스럽거나, 게이처럼 보일 위험이 있다고 배운다.
그는 나중에 이렇게 덧붙인다.
연민, 배려, 공감, 지적 호기심, 두려움, 취약성, 심지어 사랑과 같은 자질 — 남자아이들도 여자아이들 못지않게 내면에 가지고 있는 기본적인 인간적 자질 —은 이러한 것들을 '남성적이지 못한', '여성적인', '여자다운', '게이 같은' 것으로 낙인찍고 남자아이들에게 어떤 대가를 치르더라도 피하도록 가르치는 성차별적이고 동성애 혐오적인 문화에 의해 체계적으로 말살된다.

그리고 가장 중요한 것은, 진정한 남성은 분쟁 해결의 마지막 수단으로서가 아니라 주요 수단으로서 폭력에 의존하며, 또한 존경심을 얻고 남성적 신뢰도를 확립하는 주요 수단으로서 폭력에 의존하도록 배운다는 것이다.
이 다큐멘터리의 전편인 《터프 가이》에서 카츠는 터미네이터와 람보와 같은 여러 영화와 G.I. 조와 같은 액션 피규어를 사용하여 '진정한 남자'가 크고 강하며 근육질로 정의되는 방식을 설명하면서 신체 이미지 문제도 다룬다.

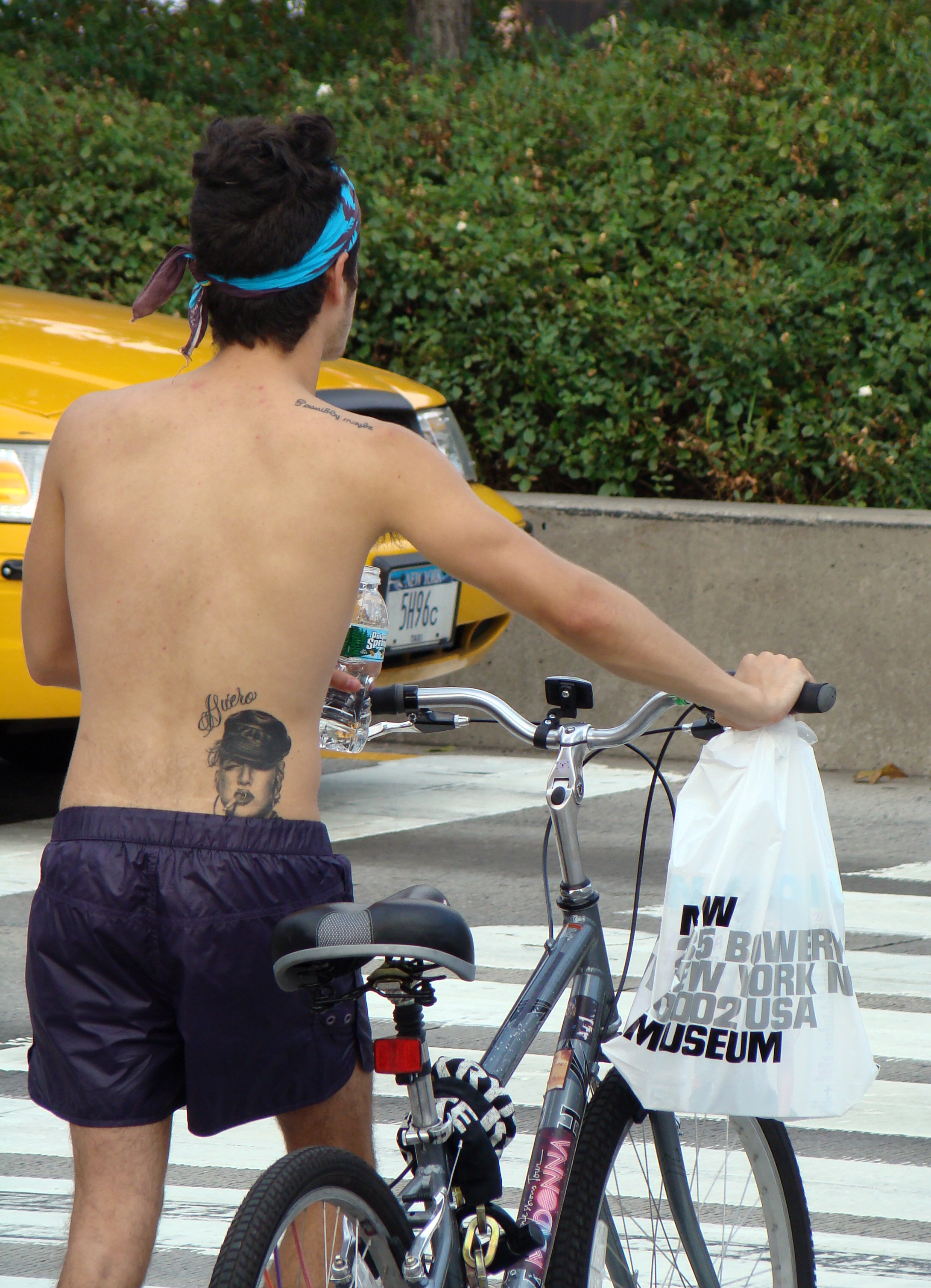
등에 마돈나 문신을 한 남자가 "마돈나" 스티커가 붙은 자전거를 밀고 있다. 그의 어깨에는 Possibly Maybe라는 문신이 있는데, 이는 비요크의 노래 제목이다.

팬보이 묘사는 정의상 이러한 '진정한 남자'의 틀에 맞지 않는다. 스포츠 팬은 예외다. 제라드 존스의 만화 팬 연구에서 그는 만화 팬보이들을 "작고, 불안해하며, 움츠러들고, 이성에 대한 두려움에 사로잡혀 있다"고 묘사했다. 이는 카츠가 이전에 묘사한 '진정한 남자'와는 정반대이다. 그들의 관심사는 노아 벨라스키에 따르면 던전 & 드래곤을 플레이하는 대신 축구를 하는 것처럼 사회적 성 역할에서 벗어나는 것으로 간주될 수도 있다. 이러한 전통적인 남성적 특성의 부족은 그들이 또래, 부모, 코치 또는 나이 많은 남성 롤 모델들로부터 이러한 남성성 개념에 순응하지 않는다는 이유로 많은 놀림을 받게 한다. 주류 미디어에서 이러한 대우의 인기 있는 예시는 시트콤 빅뱅 이론 (시트콤)에 나타난다. 이 프로그램의 방영 기간 동안 여러 차례, '너드 팬보이'로 묘사된 네 명의 주인공이 더 크고 '진정한 남자'로 묘사된 여성 주인공의 전 남자친구에게 굴욕을 당한다. 예를 들어, 파일럿 에피소드에서 두 명의 주인공인 레너드와 셸던은 여성 주인공의 전 남자친구에게 바지를 빼앗기는데, 그는 크고, 강하고, 터프하고, 자신감 있고, 여성에게 성공적인 인물로 묘사된다.
더 나아가, 팬보이들은 자신들의 팬덤 관심사와 관련하여 성차별 문제에도 직면한다. 예를 들어, 일반적으로 어린 소녀들을 대상으로 하는 TV 프로그램 마이 리틀 포니: 우정은 마법에 매료된 젊은 남성 그룹인 브로니는 종종 조롱의 대상이 된다. '여성스러운' 미디어 아이템에 대한 그들의 관심은 큰 수치심의 원인이 될 수 있으며, 많은 이들이 두려움 때문에 몰래 쇼를 즐기는 '비밀' 브로니가 되기도 한다.

### 팬걸
팬걸은 종종 무서울 정도로 무언가에 집착하는 십대 소녀로 묘사된다. 이 용어는 종종 비하적이고 경멸적인 방식으로 사용되며 "정상적인" 팬들에게 나쁜 평판을 안기는 팬들을 묘사한다고 한다. 사실 "팬걸링"이라는 용어는 특정 팬덤에 과도하게 몰두하여 일상생활에 지장을 줄 정도의 모든 사람을 묘사하는 데 사용된다. 이러한 '진정한' 팬과 '비진정한' 팬의 경향은 팬 커뮤니티 내에서 흔하며, 특히 성차별과 여성혐오적 이념과 관련이 깊다. 그러나 다른 한편으로는 일부 팬걸들이 이 호칭을 멸시적인 용어보다는 칭찬으로 여기며 받아들이기도 했다.

#### 팬걸의 미숙함
팬덤 내에서의 참여 면에서 팬걸들은 일반적으로 모든 통제력을 잃고, 기절하고, 흐느껴 울고, 군중 속에서 뛰어다니는 것으로 묘사된다. 예를 들어, 비틀마니아 현상을 묘사할 때 팬 활동은 다음과 같이 설명된다.
[비틀즈]와 접촉했을 때 — 예를 들어 같은 강당이나 도시 블록에 있었을 때 — 적절한 반응은 통제할 수 없이 흐느껴 울며 '죽을 거야, 죽을 거야'라고 비명을 지르거나, 더 낙관적으로는 가장 좋아하는 비틀즈 멤버의 이름을 외치다가 의식을 잃거나 후두염에 걸릴 때까지 계속되는 것이었다. 소녀들은 바지에 오줌을 지리고, 기절하거나, 감정적 긴장으로 인해 쓰러지기도 했다.
더 나아가 바바라 에렌라이히, 엘리자베스 헤스, 글로리아 제이콥스는 비틀마니아와 열광적인 비틀즈 팬걸 행동에 대해 논하면서, 당시에는 병으로 여겨졌던 것에 대한 '유일한 치료법'이 나이였다고 언급한다. 그리고 "프랭크 시나트라에게 소리를 질렀던 소녀들"처럼 비틀즈 팬걸들도 "[성장하여] 책임감 있고 안정된" 사람이 될 것이라고 덧붙인다.
팬걸 행동에 대한 이러한 상반된 설명은 여성이 어떤 호르몬 유발된 광기에 영향을 받지 않는 한 그러한 성적 환상을 표현해서는 안 되며, 남성에게는 나이에 상관없이 성적으로 행동하는 것이 정상이라는 믿음 때문이다. 셰릴 클라인이 요약했듯이,
남성은 십대 소녀들의 반함에 대해 관대하기가 훨씬 쉽지만, 사랑하는 여성이 다른 사람에게 성적인 환상을 품는 것에 대해 공정하기는 어렵다. 그리고 욕실에 펜트하우스를 두는 남성이라도 '내 여자는 아무도 보지 못하는 여유 방 옷장 안에 프린스 벌거벗은 상반신 포스터를 걸지 않을 거야!'라고 소리칠 것이다. [...] 당신이 어차피 모두가 당신을 미쳤다고 생각하는 나이가 되기 전까지는, 왜 윌리 넬슨의 수염을 만지고 싶은 강렬한 갈망을 인정하지 않는가?

### 팬보이

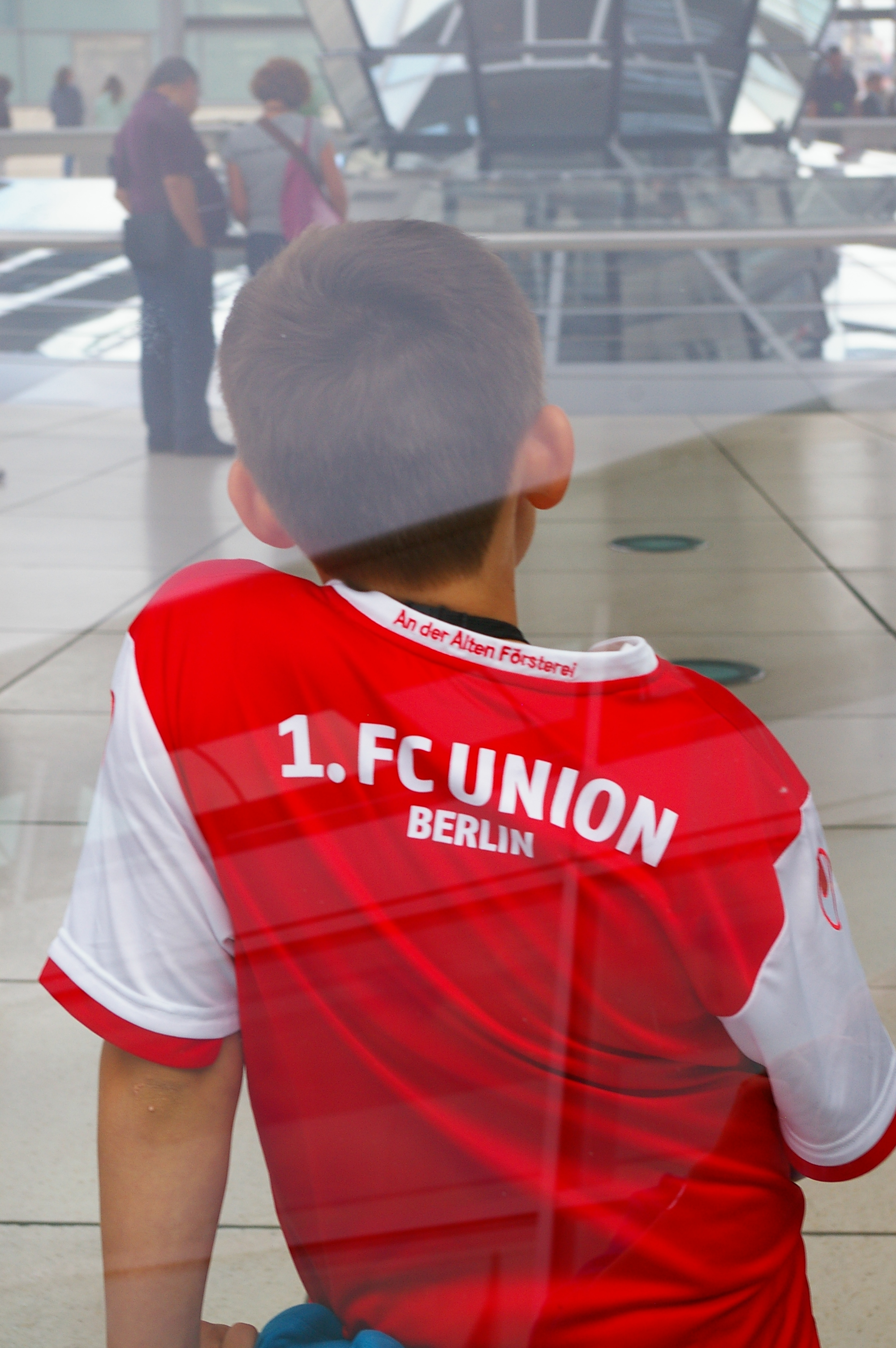
젊은 1. FC 우니온 베를린 서포터

팬보이는 종종 "화난 너드"로 묘사되며, 지나치게 공격적이고, 경멸적이며, 집착 대상에 대한 보호심이 강하다. 또는 안경을 쓰고, 긱스러운, 강박적인 팬으로 묘사된다. "[중요하지 않고, 어리석고, 사회성이 없는 사람; 지루하게 평범하거나 학구적인 사람; 유행에 뒤떨어지거나 매우 기술적인 관심사에 강박적이고 배타적으로 몰두하는 사람]"으로 정의되는 너드라는 용어, 그리고 "[어리석고, 불쾌하며, 가치 없는; 지나치게 근면하고, 비사교적인 학생; 특정 관심사에 강박적으로 몰두하는 비사교적인 사람]"으로 정의되는 긱이라는 용어는 종종 전형적인 팬보이를 묘사하는 데 사용된다. 선택된 팬덤과 관련하여 그들은 일반적으로 만화책, 비디오 게임, SF 영화 또는 텔레비전 시리즈, 또는 기술(컴퓨터 또는 스마트폰 브랜드와 같은)과 관련이 있다.
이러한 묘사의 예외는 스포츠 팬이다. 스포츠 팬은 노골적으로 성적이고 공격적일 것으로 예상된다. 이러한 묘사는 특히 스포츠 경기장에서 지배적이며, 이는 사람들이 과도하게 남성적인 방식으로 행동할 수 있는 합법적인 장소를 제공한다. 에이. 코딩턴에 따르면 "많은 [남성]들은 노골적으로 성차별적이고 인종차별적이기를 원한다. 그들은 자신들이 진정한 남자가 아니라는 잠재적 비난으로부터 자신을 방어하기 위해 성에 대한 과장된 인식을 가질 필요가 있다."

#### 팬보이의 미숙함
팬보이는 종종 매우 화를 내고, 폭력적이며, 자신이 좋아하는 대상에 대해 방어적이고 공격적으로 묘사된다. 예를 들어, 스마트폰 팬보이들은 익명의 온라인 사이트에서 자신이 선택한 기술 제품에 대해 조금이라도 불쾌한 말을 하는 사람을 빈번하게 언어적으로 공격한다.

## 같이 보기
- 팬 아트
- 팬 클럽
- 팬사이트
- 개인숭배
- 훌리건